# Tachina rohendorfi
Tachina rohendorfi là một loài ruồi trong họ Tachinidae.